# Robby Hammock
Robert Wade Hammock (né le 13 mai 1977 à Macon en Géorgie, États-Unis) est un receveur de baseball ayant joué pour les Diamondbacks de l'Arizona de la Ligue majeure de 2003 à 2011.

## Carrière
Robby Hammock est repêché à trois reprises par un club du baseball majeur : par les Marlins de la Floride (66e tour de sélection en 1995), les Devil Rays de Tampa Bay (89e en 1997) puis les Diamondbacks de l'Arizona (23e choix en 1998). Le joueur de l'Université de Géorgie signe un contrat avec cette dernière équipe après avoir été réclamé.
Il fait ses débuts le 11 avril 2003 et sa carrière, qu'il partage entre les majeures et les ligues mineures, se déroule principalement dans l'organisation des Diamondbacks, avec qui il dispute ses 182 parties dans la Ligue majeure. Il affiche ses meilleures performances offensives à son année recrue en 2003 : 55 coups sûrs, 8 circuits, 28 points produits et moyenne au bâton de ,282. Dans une saison où plusieurs joueurs réguliers des Diamondbacks se retrouvent sur la liste des blessés, forçant le club à utiliser de nombreuses recrues, Hammock fait partie avec Brandon Webb, Matt Kata, Alex Cintron, Óscar Villarreal et José Valverde, d'un groupe de joueurs surnommés Baby Backs, qui prennent la relève et enthousiasment les partisans de l'équipe. Ces nouveaux joueurs rescapent en quelque sorte la saison, les D-Backs remportant 84 parties contre 78 défaites, mais ratant ultimement les séries éliminatoires.
Le receveur Hammock joue à l'occasion au champ extérieur et dispute 65 et 62 parties, respectivement, en 2003 et 2004. On le revoit occasionnellement chez les Diamondbacks en 2006, 2007, 2008 et 2011. Le 18 mai 2004 à Atlanta, Robby Hammock est le receveur des Diamondbacks lorsque Randy Johnson le 17e match parfait de l'histoire,.
En 2012 et devient entraîneur des frappeurs des AZL Diamondbacks, un club-école de la franchise des ligues majeures dans la Ligue d'Arizona au niveau Recrues.
En 182 parties dans les majeures, toutes pour Arizona, Robby Hammock compte 122 coups sûrs dont 12 circuits, 48 points produits, 62 points marqués et sa moyenne au bâton se chiffre à ,254.